# Лапуей
Ла̀пуей (на английски: Lapwai) е град в окръг Нез Пърс, щата Айдахо, САЩ. Лапуей е с население от 1134 жители (2000) и обща площ от 2 km². Намира се на 291 m надморска височина. ЗИП кодът му е 83540, а телефонният му код е 208.